# Agregace linek
Agregace linek je termín, popisující různé metody kombinování (agregace) více síťových připojení. Tím se zvyšuje propustnost, která převyšuje to, co by mohlo nabídnout jednoduché připojení a zároveň poskytuje záruku funkčnosti v případě, že jedna z linek selže.
Agregace může být implementována na jakékoliv ze tří nejnižších vrstev modelu OSI. Příklady agregace na 1. vrstvě jsou power line (např. IEEE 1901) a bezdrátová (např. IEEE 802.11) síťová zařízení, která kombinují vícenásobná frekvenční pásma. Agregace na druhé vrstvě modelu OSI se obvykle vyskytuje napříč porty switchů (IEEE 802.1ad, IEEE 802.1aq) které mohou být buďto fyzické, nebo virtuální (obstarávané operačním systémem). Na třetí vrstvě je možná agregace použitím Round-robin scheduling, nebo pomocí hashových hodnot, vypočítaných z polí v hlavičce paketu, popř kombinací obou metod. Bez ohledu na vrstvu, na které je agregace realizována, je zatížení rovnoměrně rozložené na všechny linky.
Při kombinování může dojít buď k tomu, že několik rozhraní sdílí jednu logickou adresu (IP), nebo jednu fyzickou adresu (MAC), a nebo má každé rozhraní svoji vlastní adresu.

## Popis
Při použití agregace linek můžeme narazit na dva problémy s Ethernetovým připojením: limitovanou šířkou pásma a nedostatkem odolnosti.
Co se prvního problému týče: požadavky na šířku pásma se nemění lineárně. Ethernetová šířka pásma byla historicky zvýšena o řádovou velikost každou generaci: 10 Megabit/s, 100 Mbit/s, 1000 Mbit/s, 10000 Mbit/s. Jakmile některá z nich narazila na svoji horní hranici, jedinou možností bylo přejít k další generaci, což mohlo být finančně náročné. Alternativní řešení bylo představeno mnoha síťovými výrobci v 90. letech. Šlo o zkombinování dvou fyzických Ethernetových linek do jedné logické, skrze tzv. channel bonding. Většina z těchto řešení vyžadovala manuální konfiguraci a stejné vybavení na obou stranách agregace.
Druhý problém zahrnuje tři body možného selhání v typickém port-kabel-port připojení. V obvyklé konfiguraci počítač-switch nebo switch-switch, může kabel sám, nebo některý ze zapojených portů selhat. Vícenásobná fyzická připojení potom mohou být vytvořena, ale mnoho z protokolů vyšších síťových vrstev není navrženo na failover zcela bezchybně.

## Agregace linek IEEE

### Standardizační proces
Během 90. let zahrnula většina výrobců síťových switchů možnosti agregace, jako proprietárního rozšíření šířky pásma mezi svými switchi. Každý z výrobců však používal vlastní metody, které vedly k problémům s kompatibilitou. V listopadu 1997, založila skupina IEEE 802.3 pracovní skupinu k tvorbě interoperabilního standardu spojové vrstvy. Skupina se shodla na zakomponování možnosti automatické konfigurace, která by taktéž přidávala redundanci. Výsledek se stal známým, jako Link Aggregation Control Protocol.

#### Počáteční vydání 802.3ad v roce 2000
K roku 2000 používala většina gigabitových channel-bonding schémat, standard IEEE o linkové agregaci, což byla dříve klauzule 43 standardu IEEE 802.3 přidaná v březnu 2000 pracovní skupinou IEEE 802.3ad. Téměř každý výrobce síťového vybavení rychle adaptoval tento spojený standard a upřednostnil ho nad svým vlastním.

#### Přechod k 802.1 vrstvě v roce 2008
David Law poznamenal v roce 2006, že určité vrstvy 802.1 (jako je 802.1X security) byly umístěny v sadě protokolů nad Linkovou agregací, která byla definována jako podvrstva 802.3. Tato nesrovnalost byla vyřešena formálním přesunem protokolu do skupiny 802.1 s publikací IEEE 802.1AX-2008 3. listopadu 2008.

### Link Aggregation Control Protocol (Linkový agregační kontrolní protokol)
Ve specifikacích IEEE, nabízí linkový agregační kontrolní protokol (LACP) metodu kontroly svazku několika fyzických portů, které dohromady vytváří jediný logický kanál. LACP umožňuje síťovému zařízení sjednat automatické svázání linek, pomocí odeslání paketů peeru (přímo připojené zařízení, které taktéž implementuje LACP).
Možnosti LACP a praktické příklady
1. Maximální počet spojených portů povolených na portu kanálu: Validní hodnoty jsou obvykle od 1 do 8.
2. Některá zařízení mají validní hodnoty od 1 do 4. (např. série routerů Cisco 10000)
3. LACP pakety jsou posílány společnou multicastovou adresou 0180.c200.0002(01-80-c2-00-00-02)
4. Během detekčního cyklu LACP:
  - LACP pakety jsou přenášeny každou sekundu
  - "Keep-alive" mechanismus pro členy linky: (výchozí: pomalá = 30s, rychlá = 1s)
5. LACP mod :
  - aktivní : Povoluje LACP bezpodmínečně
  - pasivní : Povoluje LACP pouze pokud je LACP detekováno. (Toto je výchozí stav)

#### Výhody oproti statické konfiguraci
- Failover je automatický: Když linka selže a mezi zařízeními je např. mediakonvertor, systém peeru nezaznamená žádný problém s připojením. Se statickou linkovou agregací by peer pokračoval s odesíláním linkou, dokud by nedošlo k selhání připojení.
- Dynamická konfigurace: Zařízení na jednom konci může potvrdit, že zařízení na druhém konci zvládne agregaci linek. Se statickou agregací a chybou v zapojení nebo konfigurací, by toto bylo nezjistitelné a mohlo způsobit nežádané chování sítě.[5]

#### Praktické poznámky
LACP pracuje tak, že posílá rámce na všechny linky, které mají tento protokol povolený. Pokud najde zařízení na druhém konci se zapnutým LACP, začne mu také nezávisle posílat rámce po stejných linkách, a umožní tak dvěma jednotkám mezi sebou detekovat více linek a zkombinovat je do jediné logické linky. LACP může být konfigurováno na jeden z dvou modů: aktivní a pasivní. V aktivním modu bude vždy posílat rámce společně s konfigurovanými linkami. V pasivním modu se však chová podle způsobu "mluv, když jsi tázán", a proto může být využit ke kontrole nežádaných smyček (dokud je druhé zařízení v aktivním modu).

## Proprietární linková agregace
Navíc k podstandardům linkové agregace IEEE existuje ještě několik dalších proprietárních agregačních schémat, jako je EtherChannel a Port Aggregation Protocol od Cisca, Aggregated Ethernet od Juniper, Multi-Link Trunking od AVAYA, Split Multi-Link Trunking, Routed Split Multi-Link Trunking a Distributed Split Multi-Link Trunking, Smartgroup od ZTE, nebo EtherTrunk od Huawei. Většina špičkových síťových zařízení podporuje nějaký druh agregace linek a softwarových implementací, jako je *BSD lagg package, Linux bonding driver, Solaris dladm atd. – také existují pro více operačních systémů.